# Sphenopholis intermedia
Sphenopholis intermedia är en gräsart som först beskrevs av Per Axel Rydberg, och fick sitt nu gällande namn av Per Axel Rydberg. Sphenopholis intermedia ingår i släktet Sphenopholis och familjen gräs. Inga underarter finns listade i Catalogue of Life.